# 斯盧茨基定理
斯盧茨基定理表現在斯盧茨基方程（英語：或斯盧茨基恆等式）以尤金·斯盧茨基命名，將馬歇爾（未補償）需求的變化與希克斯（補償）需求的變化聯繫起來，因為它補償以維持固定的效用水平。
斯盧茨基方程有兩個部分，即替代效應和收入效應。
一般來說，替代效應對消費者來說可能是負面的，因為它會限制選擇。他設計了這個公式來探索消費者在價格變化時的反應。當價格上漲時，預算集向內移動，這也導致需求量減少。相反，當價格下降時，預算集向外移動，導致需求量增加。替代效應是由於相對價格變化的影響，而收入效應是由於收入被釋放的影響。該等式表明，由價格變化引起的商品需求變化是兩種效應的結果：
- 替代效應：當商品的價格發生變化時，由於它變得相對便宜，如果假設消費者的消費保持不變，那麼收入將被釋放出來，這些收入可以花在每種或多種商品的組合上。
- 收入效應：消費者的購買力由於價格下降而增加，因此消費者現在可以買得起更好的產品或更多的相同產品，這取決於產品本身是正常商品還是劣質商品。